# ベルギー独立革命

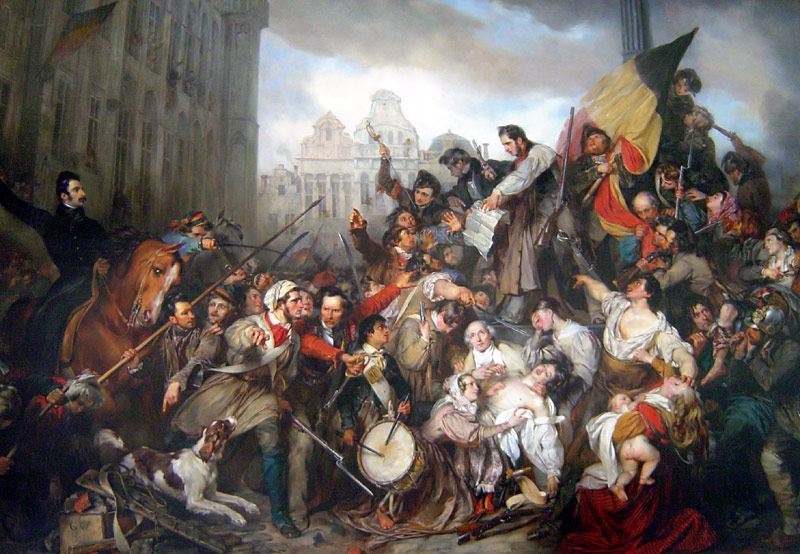
1830年のベルギー革命のエピソード、ブリュッセルのMuseum voor Oude Kunsten所蔵。フスタフ・ワッペルスの作品(1834年)

ベルギー独立革命（ベルギーどくりつかくめい、仏: Révolution belge、蘭: Belgische Revolutie、独: Belgische Revolution、ワロン語:Revolucion Dedje）は、1830年8月に生じたブリュッセルでの反乱に始まる、ベルギーのネーデルラント連合王国からの独立戦争を指す。ベルギーが国民国家としてだけでなく、ローマ・カトリックの国家としての独立を得るためのものであった。当時のネーデルラント（オランダ）王ヴィレム1世は、1839年のロンドン条約で列強により圧力をかけられるまでは、ベルギーを国家として認めることを拒否していた。
ネーデルラントは1813年にナポレオンの支配から脱却した。1814年の英蘭条約では「ネーデルラント連合州」「ネーデルラント連合」の名前が使用された。1815年にナポレオンがワーテルローの戦いで敗北した後、ウィーン会議はオラニエ＝ナッサウ家の王国を成立させた。その王国は、旧ネーデルラント連合州（ネーデルラント連邦共和国）と旧オーストリア領ネーデルラントを結合させ、フランスの北に緩衝地帯となる強力な国を作ることを目的としていた。ネーデルラントがナポレオンにより支配されていた間にイギリスが接収した、オランダの植民地セイロンとケープ植民地をそのまま領有する代償に、新しいネーデルラントの王国はこの南の諸州を手に入れることになった。

## 革命の原因
ベルギーの独立革命には多くの要因が存在した。主に、ネーデルラント連合王国のオランダ人に支配されることになったフランス語を話すワロン人への扱いや、カトリックのベルギーとプロテスタントのオランダという宗教の違いが主に挙げられる。
しかし最も大きな要因は、経済的、政治的、連合州の社会施設全てにおいてオランダ人による支配が行われていたことである。伝統的な交易による経済と初期の産業革命は、現在のオランダ、特にアムステルダム港が中心となっていた。それに対しベルギーはこの経済的効果を少ししか受けず、オランダの支配に不満を隠せなかった。また工業発展が遅れていたベルギーでは、関税による農産物保護を要求していたが、基本的にオランダは自由貿易を行っていた。そのためパンの価格は安くても、そのパンはバルト海地域からアントウェルペンの華やかな港を通して輸入された小麦から作られており、ベルギーの穀倉地帯の農業を不景気にした。
また、オランダ人の州がネーデルラント連合王国の選挙で選ばれた下院の多数を占めており、ベルギー人は自分たちの意見が十分に反映できていないと感じていた。その上ウィレム1世王がオランダ人でありオランダに住んでいるという点、大きな自治権を求めるベルギーの要求を無視した事実から、政治的に抑圧されていると感じていた。なおブリュッセルには父のウィレム1世より進歩的で人当りの良いウィレム王子（後のウィレム2世）が住んでいた。とはいえ、彼は上流階級の間ではいくらかの人気はあったが、ワロン人の農民と労働者には人気が無かった。
独立革命の別の要因は、先にも挙げたベルギー人の大半がカトリック教徒であることにあった。これは、オランダ王のカルヴァン主義と対立するものであった。今日でもネーデルラントにはたくさんのカトリックの教会が存在するが、ベルギー人は純粋なカトリック教徒でありたいとし、自分たちの政府が教会やカトリックにおいてより高い役割であることを求めていた。ある意味で、ベルギーの独立革命は、オランダにおける主導権をワロン人における主導権に置き換えた、フランス語を話す上流もしくは中流階級のワロン人の革命であった。
1830年のベルギー独立革命は、フランス語を使う者に都合の良い取り決めにより、この対立をはっきりと示した。フランス語は正式な言語となり、オランダ語は学校から廃止された。郵便切手は "Belgique-België" と記載されていたが、ベルギーの民法は1967年までオランダ語に翻訳されなかった。重工業はワロン地方に集中した。次の世紀にかけて、フランデレン人はベルギー国内で、平等な権利を主張し、1980年の連邦憲法となった。それは教育と社会において地方自治に多くの権限を与えた。全てのこれらの発展は、ベルギーの独立革命にその起源があると考えられている。

## オペラ座の反乱
カトリック教徒の一団は、フランスにおける七月革命の展開を興奮と共に見ていた。その革命の詳細は新聞によりすばやく報道されていた。そのような状況の下、ベルギーでの反乱のきっかけは1830年8月25日の夜の暴動であった。これは、ダニエル・オベールによる感動的で愛国心を刺激するオペラ『ポルティチの唖娘』（La Muette de Portici）の上演によって生じた。このオペラのストーリーは、17世紀のナポリで起こったスペイン人の総督に対するマサニエッロの反乱を題材にしたもので、観客の愛国心に火をつけた。テノール歌手のアドルフ・ヌーリの"Amour sacré de la patrie"（「祖国への神聖なる愛」）の二重唱は革命のきっかけとなった暴動を引き起こした。群衆は公演が終了した後、愛国的な声をあげながら通りに押し寄せ、素早く政府の建物を占領した。
愛想がよく穏健なウィレム王太子はブリュッセルを統治していたが、ベルギーとオランダ、南北の分割統治がこの危機を解決する唯一の現実的な方法であることを、全国三部会によって把握していた。しかしウィレム1世は王太子が提案した解決策の条件を拒絶し、力ずくで治安を回復しようとした。
しかし、フレデリック王子指揮下の王国軍は9月23日から26日の「血の市街戦」でブリュッセルを占領することができなかった。9月26日に臨時政府がブリュッセルにおいて設立され、10月4日に独立宣言が行なわれた。11月には国民会議がブリュッセルで開かれた。1831年2月7日に、ベルギーの憲法の制定が行なわれた。
ヌムール公ルイ王子（フランス王ルイ・フィリップの次男）がベルギーの王冠を受けることを拒否した後、シュルレ・ド・ショキエ（Surlet de Chokier）が、1831年2月25日にベルギーの摂政に任命された。ショキエは、1831年7月21日にベルギーの王としてレオポルド1世が宣誓を行なうまで、摂政を務めた。

## 十日戦争
1831年8月2日から8月12日まで、オランダ王子たちの指揮下のオランダ軍は、世に言われる「十日戦争」でベルギー侵攻を行い、ハッセルト（Hasselt）とルーヴェンの近くでベルギー軍を破った。ジェラール（Gérard）将軍指揮下のフランス軍の出現は、オランダ軍の前進を停止させたものの、最初の勝利はその後の交渉においてオランダを有利な立場においた。しかしウィレム1世は1839年まで頑固に戦争を続けた。

## ヨーロッパの列強
ウィーン体制発足時には協調していたかに見えたヨーロッパ列強は、独立運動の高まるベルギーに対して一致した対応ができなかった。1830年11月に開催されたロンドン会議において、ベルギーの独立を否定したのはロシア・プロイセンの2国にとどまり、七月王政下のフランス、ホイッグ党政権のイギリスのみならず、メッテルニヒ政権のオーストリアまでが、ベルギーの主張を支持した（ただし、フランスはベルギーの一部を領土に組み込もうとも意図していたし、イギリスはそれを牽制しつつ自国の市場拡大をもくろみ、オーストリアはイタリア情勢に奔走していてベルギー問題に関われなかったというように、各国ごとの目論見は異なっていた）。12月20日にイギリス外相パーマストンの主導で議定書が成立し、ベルギーの独立が承認された。これに対してオランダは軍事行動を起こし、ベルギー独立を認めなかったが、ヨーロッパ列強でオランダ政府を支援するために軍を派遣した国はなかった。逆にフランスはベルギーを軍事的に支援し、オランダは休戦を余儀なくされた。

## ベルギー独立
ブリュッセルの臨時政府は、1830年10月4日にネーデルラント連合王国の政府に対して反乱を起こし、ベルギーの独立国家の建国を宣言した。
1830年12月20日、ヨーロッパの列強はネーデルラント連合王国からのベルギーの「事実上」の独立を認めた。新しい王国の国王には、レオポルド1世が即位した。
ただし、完全な独立は、1839年4月19日、ヨーロッパの列強（オランダを含む）がロンドン条約に調印したことによる。この条約によって、ウェスト＝フランデレン、オースト＝フランデレン、ブラバント、アントウェルペン、エノー、ナミュールとリエージュ、同様にルクセンブルク大公国の半分（リュクサンブール州）とリンブルフの半分（リンブルフ州）から構成される部分を、独立した中立国であるベルギーと正式に認めた。
他方、オランダは、オランダ軍がマーストリヒトを確保していたことから、リンブルフ公国とその大きな炭田の東半分を保持した。